# Concepción Bona
Concepción Bona est une combattante pour l'indépendance de la République dominicaine, qui a notamment créé son drapeau avec María Trinidad Sánchez, Isabel Sosa et María de Jesús Pina.

## Biographie
Elle naît le 6 décembre 1824, fille d'Ignacio Bona et de Juana Hernández. La famille vit dans la ville coloniale de Saint-Domingue. Son père est propriétaire d'une épicerie, et elle s'occupe d'un moulin domestique après le départ du fils aîné de Juan Pina, parti étudier au Venezuela.
À l'âge de quatorze ans, elle travaille dans l'école maternelle dont son cousin Pedo Alejandrino Pina est propriétaire. Elle milite pour la protection de la langue espagnole malgré la présence coloniale haïtienne.
María de Jesús Pina est sa cousine germaine. Pendant la rébellion, elles cousent quotidiennement le nouveau drapeau national. À dix-huit ans, elle se rend au Baluarte du centre-ville et y accroche le drapeau.
Le 2 juin 1851, elle épouse Marcos Gómez de Banilejo, avec qui elle a six enfants. En août 1863, alors qu'elle est en fin de grossesse, elle offre son logement et ses économies à des soldats combattant l'annexion de la République dominicaine à l'Espagne.
Elle meurt le 2 juillet 1901.

## Postérité
À la fin des années 1930, une rue seulement porte son nom dans le pays. En 1987, Joaquín Balaguer Ricardo fait transférer sa dépouille au Panthéon national, et elle est redécouverte.
Un arrêt de métro porte son nom à Saint-Domingue.